# Café con leche

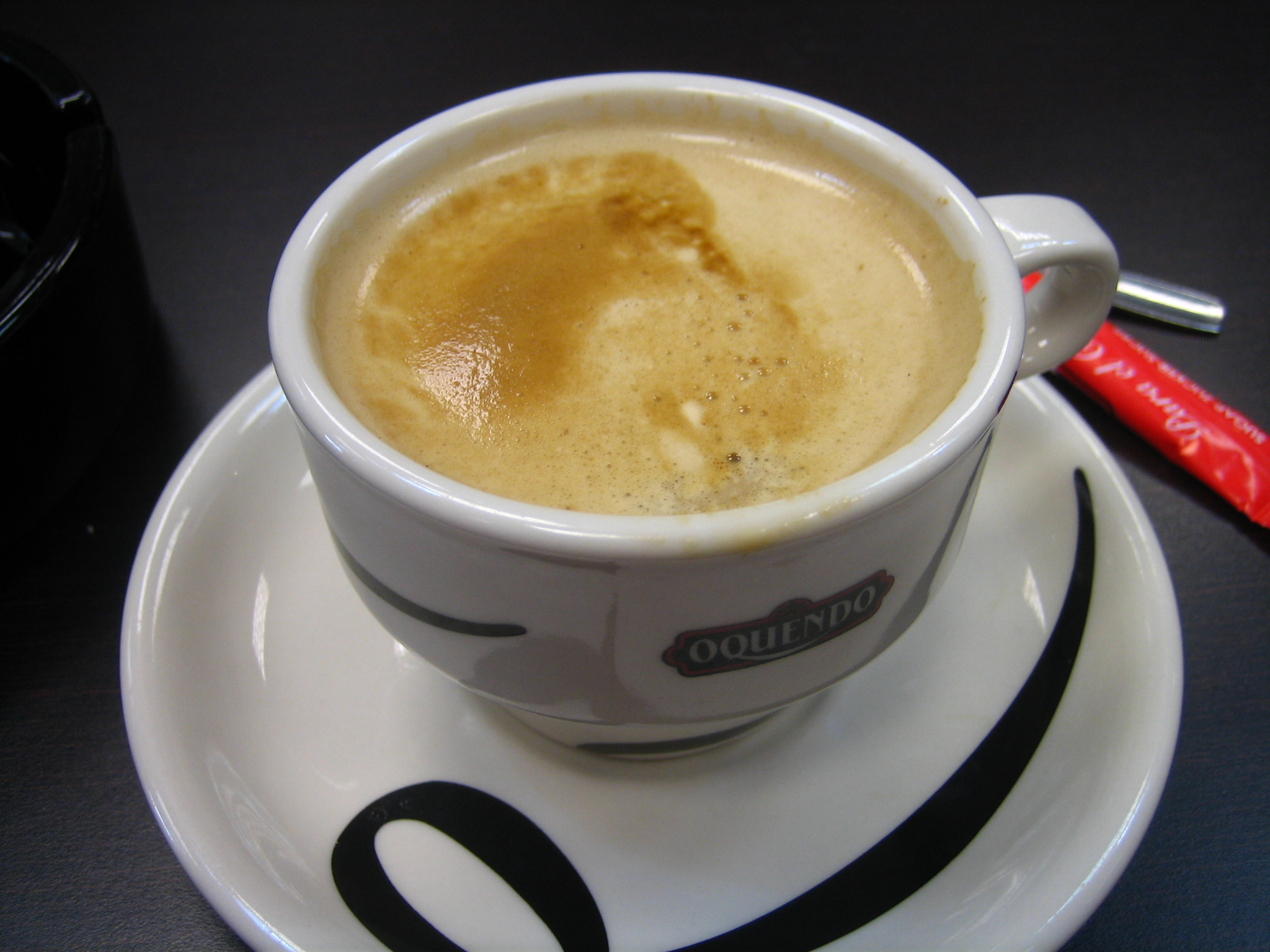
Café con leche.

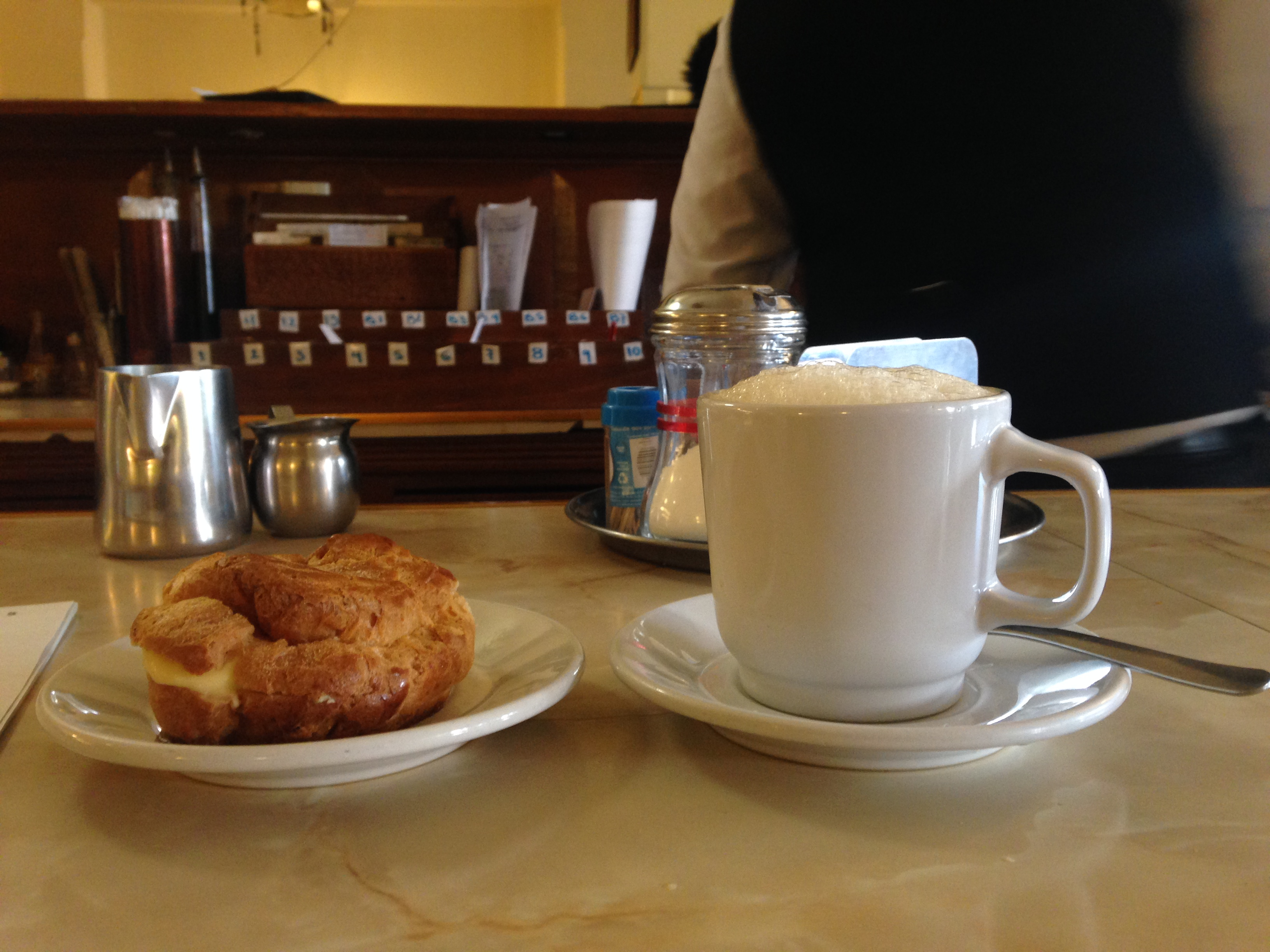
Café con leche acompañado de un pan hecho con pasta choux.

El café con leche es una de las bebidas más comunes que incluyen café. Consta básicamente de dos ingredientes: café (como infusión) y leche, con una proporción que varía de acuerdo a los gusto personales. Generalmente, el término café con leche lleva implícito también el tamaño de la taza que se usa, la cual suele ser grande, entre 200 y 250 ml (esta taza en algunos países es llamada también de desayuno). A la mezcla de café y leche en un recipiente de tamaño un poco más pequeño se la denomina cortado (aunque además del tamaño también cambia la proporción de los constituyentes).
La preparación del café con leche no está limitada al empleo de un solo tipo de café, si bien tanto el café expreso como el de filtro son los más tradicionales. Desde la invención del café soluble es muy común que este sea utilizado como sustitución.
La mayoría de las personas prefieren tomar esta bebida caliente, pero hay quienes gustan tomarla fría. Suele formar parte del desayuno en muchos países.

## Forma de preparación

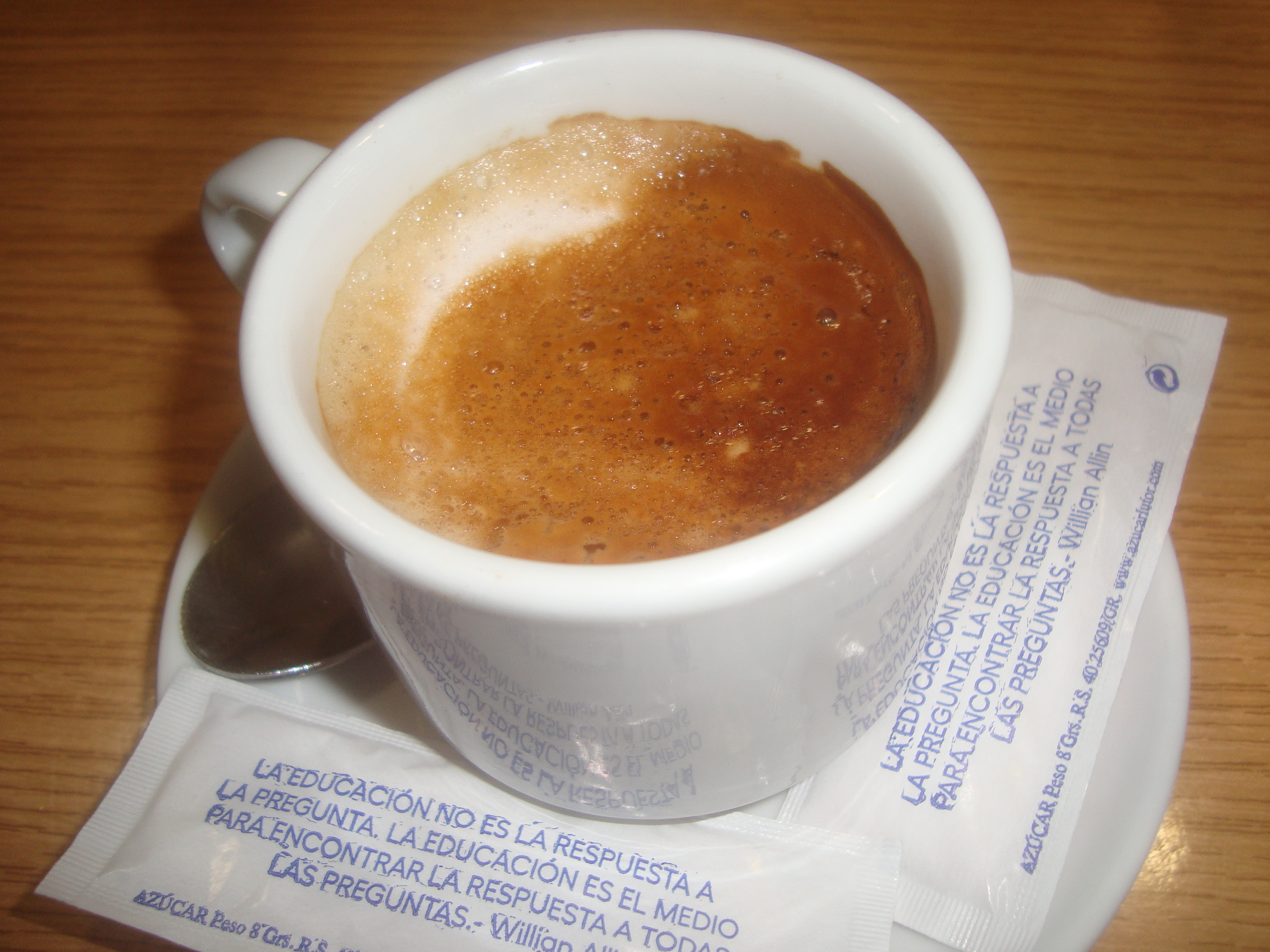
Café expreso con leche.

En su forma tradicional de elaboración, se vertía el café molido en agua hasta llevarlo a ebullición, después se colaba el resultado para obtener el producto final sin impurezas, a lo que luego se le añadía la leche. En la actualidad lo más habitual es preparar el café con una cafetera para luego servirlo en una taza y mezclarlo con leche a gusto del consumidor, finalmente se endulza con azúcar. 
Otra forma de preparar el café con leche es, agregar a la leche hervida o caliente cierta cantidad de café molido y esperar que este se disuelva. También se puede elaborar disolviendo leche en polvo en café expresso, de esta forma queda más cremoso. Si se mezcla con batidora de mano, se hace espuma y se aproxima a un  capuchino. 
Para regímenes dietéticos se suele emplear leche descremada o desnatada y algún edulcorante (sacarina, Aspartamo o sucralosa) en lugar de azúcar. Igualmente, el café puede ser del tipo descafeinado. Por su parte, los veganos suelen emplear un sustituto de la leche de origen vegetal (soya, almendra, arroz, etc.).

## Véase también

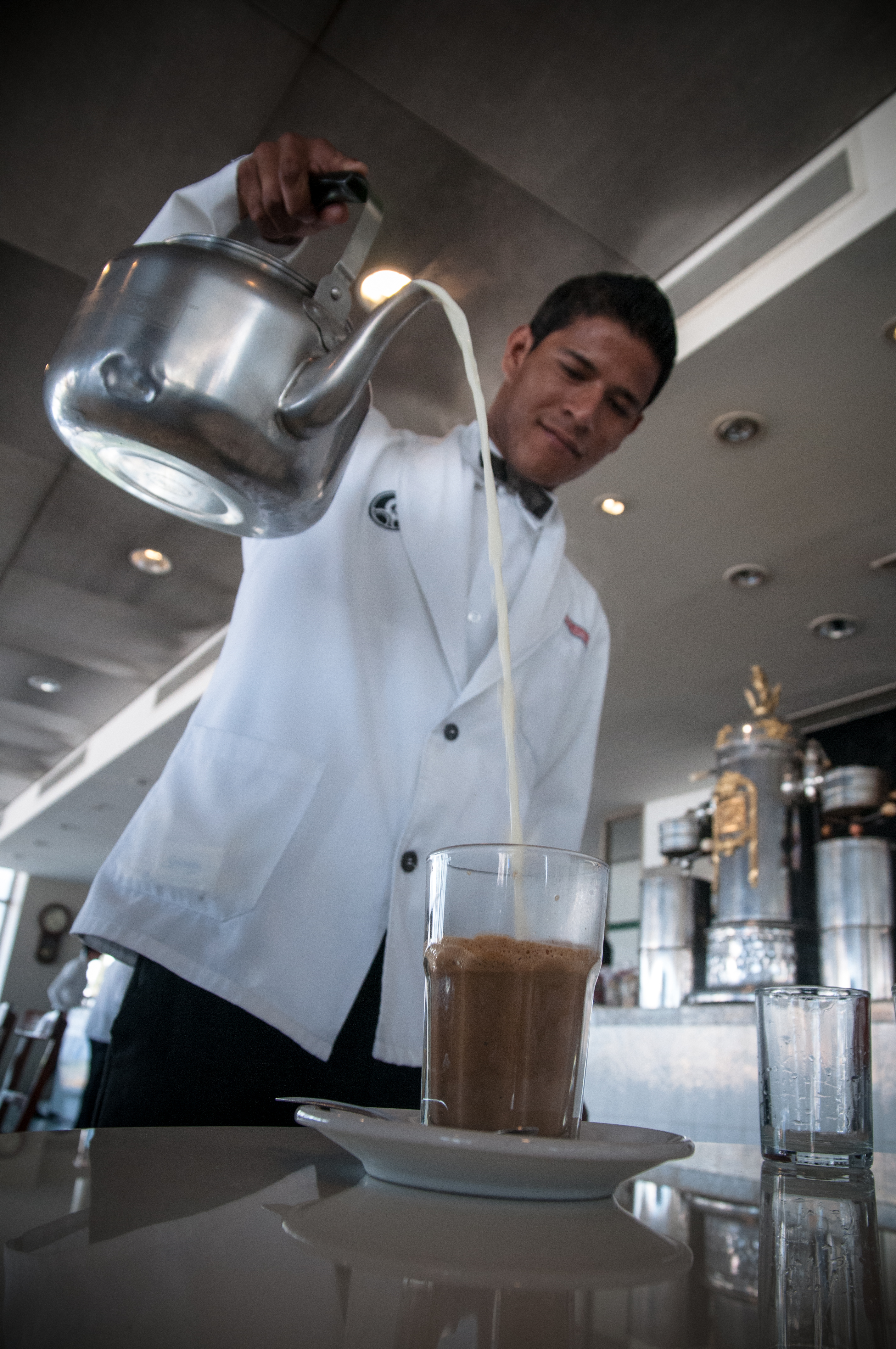
Mesero sirve lechero (café con leche) en el Café La Parroquia, en Veracruz, México.